# Murat-le-Quaire
Murat-le-Quaire – miejscowość i gmina we Francji, w regionie Owernia-Rodan-Alpy, w departamencie Puy-de-Dôme.
Według danych na rok 1990 gminę zamieszkiwało 435 osób, a gęstość zaludnienia wynosiła 37 osób/km² (wśród 1310 gmin Owernii Murat-le-Quaire plasuje się na 441. miejscu pod względem liczby ludności, natomiast pod względem powierzchni na miejscu 751.).